# Torupill

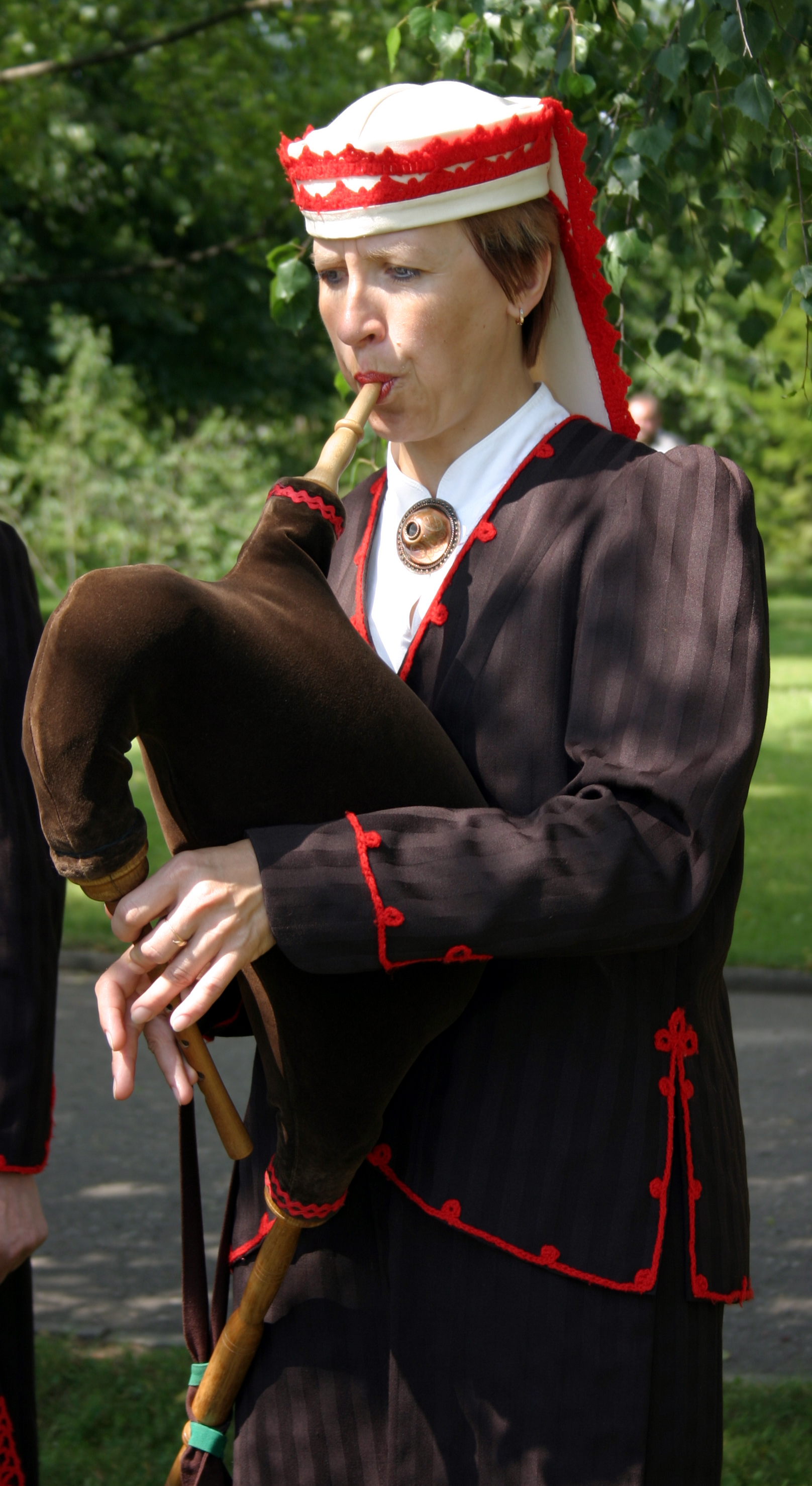
Torupill piper

El torupill (literalmente "instrumento de tubo" o "tubo musical", también conocido como kitsepill, lootspill, kotepill) es un tipo de gaita de Estonia.

## Aparición en la música popular estonia
No está claro el momento exacto en que la gaita se estableció en Estonia. Pudo haber llegado con los alemanes, pero un análisis de la música de gaita en el oeste y el norte de Estonia también muestra una fuerte influencia sueca. El instrumento se popularizó en toda Estonia, pero goza de especial tradición en la zona occidental y septentrional del país, cuya música folklórica presenta características propias y arcaicas que se han mantenido durante largo tiempo. Más tarde, cuando el violín ocupó el papel protagonista en la música popular, muchas melodías de gaita fueron transcritas para él.

## Función
La gaita estonia era ampliamente utilizada para ejecutar música de baile, hasta tal punto que solo en ausencia de la misma se empleaba otro instrumento para dicho fin. Algunas viejas danzas ceremoniales, como la Ronda de Danza (Voortants) y la Danza de Cola (Sabatants) se ejecutaban en compañía de un gaitero que iba en cabeza de la procesión. La música ritual ocupaba un importante lugar en el repertorio de los gaiteros del siglo XVII, como se desprende de la fuentes literarias de la época. La presencia de un gaitero se consideraba indispensable en las bodas, así como en otros eventos sociales (marchas a caballo, por ejemplo).

## Construcción
La gaita estonia consta de bolsa, un tubo para inflar la bolsa, un puntero, y 1, 2 o (raramente) 3 bordones.

### Bolsa
La bolsa ( "tuulekott", "Magu", "Kott", "Loots", etc) se suele hacer con el estómago de una foca gris en el oeste y norte de Estonia y en las islas. Esta bolsa no se ve alterada ni por la aridez ni por la humedad. Se dice que un gaitero de la isla Hiiu comentó en una ocasión que si su gaita (de estómago de foca) se humedecía sonaba aún mejor, porque la foca es un animal de mar. Las bolsas también se han hecho con estómagos de buey, vaca, alce o perro. Otras veces se confeccionaban con piel cosida de perro, gato, cabra o foca, o incluso con piel de lince.
La confección de la bolsa ha estado a menudo rodeada de supersticiones. En el sur de Estonia, por ejemplo, algunos pensaban que cuanto más aullara un perro al ser ahorcado, mejor sería el sonido de la gaita posterior.

### Soplete
El soplete ( "puhumispulk", "naput", "puhknapp") o tubo para soplar es de madera.

### Puntero
El puntero ( "sõrmiline", "putk", "esimik", etc) es de lengüeta simple de caña ( "piuk", "roog", "raag") y está hecho de madera de enebro, pino, fresno o, más raramente, de un tubo de caña de azúcar. Tiene 5 o 6 agujeros. En su extremo inferior se practicaban a veces 1 o 2 agujeros en un lado, por los que podían introducirse pajas o ramas a fin de controlar la afinación.

## Bordones
Los bordones ( "passitoru", "kai", "pill", "pulk", "toro") son tubos de madera, distintos en forma y diámetro.
El número de tubos determina su longitud. Si solo hay uno, éste es bastante largo. Si son dos, ambos son más cortos. Se han encontrado pocos ejemplares de gaita estonia con 3 bordones.

## Música de gaita estonia
Aunque las melodías pueden ser muy largas (con 3 o más pasajes) su estructura básica es simple. Muchas de estas melodías se relacionan con la vieja tradición regilaulud (canciones en la métrica poética regivärss) propia de los pueblos fineses del Báltico. Otras, al igual que el propio instrumento, son de origen extranjero (principalmente de Suecia). La influencia sueca se aprecia sobre todo en las danzas, tanto en su forma como en su letra.
De la traducción al inglés de textos de Igor Tonurist.